# シミコキシブ
シミコキシブ(Cimicoxib)は、獣医学で用いられる非ステロイド性抗炎症薬である。イヌの変形性関節症に関連する痛みや炎症や外科手術に伴う痛みや炎症の管理に用いられる。シクロオキシゲナーゼ2阻害薬として作用する。U-8880とも呼ばれ、商標名はCimalgexである。

## 合成

Cimicoxib synthesis:

炭酸カリウム存在下でのイミンとトルエンスルホニルメチルイソシアニドの反応により、ケテンの窒素アナログで、2+3 環化付加反応と見ることができる反応が起こり、イミダゾール環が生成する。